# Stefano Pomilia
Stefano Pomilia (Roma, 28 ottobre 1956) è un regista e sceneggiatore italiano.

## Filmografia

### Regista
- Fiori di zucca (1989)
- Grazie al cielo, c'è Totò (1991)
- Madre padrona (1991)

### Sceneggiatore
- Fiori di zucca, regia di Stefano Pomilia (1989)
- Grazie al cielo, c'è Totò, regia di Stefano Pomilia (1991)
- Madre padrona, regia di Stefano Pomilia (1991)
- Ti voglio bene Eugenio, regia di Francisco José Fernandez (2002)
- Vicino al fiume, regia di Carlo Marcucci (2004)
- Maria si, regia di Piero Livi (2004)
- Hell's Fever, regia di Alessandro Perrella (2006)
- Night of the Sinner, regia di Alessandro Perrella (2009)
- My Lai Four, regia di Paolo Bertola (2010)
- L'affare Bonnard, regia di Annamaria Panzera (2010)
- Prigioniero della mia libertà, regia di Rosario Errico (2016)